# КСГ-Ф-70
КСГ-Ф-70 — советский самоходный гусеничный кормоуборочный комбайн.
Разработан и с 1987 года выпускался на «Дальсельмаше». Предназначен для заготовки кормов на переувлажнённых почвах.
Питающее устройство, измельчающий аппарат и адаптеры комбайна КСГ-Ф-70 унифицированы с аналогичными устройствами комбайна КСК-100А. Могут быть установлены жатки для уборки трав, кукурузы, подборщик валков. Внутри бункера расположены выгрузной транспортер и датчик уровня заполнения. Измельченная масса передаётся по силосопроводу в бункер или транспорт. Из бункера измельчённую массу выгружают на участках с твердой почвой. 
КСГ-Ф-70 производился на предприятии «Дальсельмаш», города Биробиджана, и применяется в основном на Дальнем Востоке. Существует также модификация КСГ-Ф-70А. На смену ему был разработан комбайн Амур-680.

## Технические характеристики
- Пропускная способность

- на уборке трав урожайностью 20 т/га влажностью 75 % — 8 кг/с
- на уборке массой валка 6 кг на 1 м длины — 6 кг/с
- на уборке кукурузы урожайностью т/га и влажностью 80 % — 19 кг/с

- Ширина захвата

- жатки для уборки трав — 4,2 м
- подборщика — 2,2 м
- жатки для уборки кукурузы — 3,4 м

- Вместимость бункера — 9 м3
- Длина резки — 5-100 мм
- Масса самоходного измельчителя — 11,3 т
- Полная масса — 15,3 т
- Рабочая скорость — 9 км/ч
- Двигатель — СМД-72/73[3]
- Мощность — 200 л.с.
- Удельное давление на грунт — не более 0,4 кг/см2